# Великая (река, впадает в Берингово море)
Вели́кая (Большая, Онемен) — река на Дальнем Востоке России. Протекает по территории Анадырского района Чукотского автономного округа.
Длина реки 451 км (от истоков реки Кылвыгейваама — 556 км). По площади бассейна (31 тыс. км²) Великая занимает второе место среди рек Чукотки (после Анадыря) и 39-е — в России.
Судоходна на протяжении 106 км от устья.

## Этимология
Своё название получила от первых русских жителей села Марково как одна из крупнейших рек на Чукотке. На языке коренных жителей: чук. Мэйнывээм — «большая река», керек. — Йуйапкин (значение не установлено).

## Климат
Ветровой режим в бассейне реки в значительной степени зависит от рельефа местности и ориентирования речной долины. В низовьях зимой преобладает северный ветер, а в верхнем течении — западный и северо-западный. Летом повсеместно наблюдается восточный ветер. Скорость ветра в среднем за месяц в нижнем течении реки 3—4 м/с, в верхнем 2—3 м/с, при этом скорость ветра летом меньше, чем зимой. Число дней со скоростью ветра более 15 м/с зимой не превышает 4, летом же такие ветры отмечаются не каждый год.
Туманы чаще бывают в тёплую половину года. В нижнем течении реки в среднем за месяц число дней с туманом не превышает 4, в верхнем течении 2.

## Гидрография
Образуется слиянием рек Куйымвеем и Кылвыгейваам, которые стекают с Корякского нагорья, с отрогов горы Ледяной. Великая течёт в общем направлении на северо-восток.
Впадает в залив Онемен, который является частью Анадырского залива Берингова моря.
В среднем течении протекает между хребтами Рарыткин и Корякским, в нижнем — по Анадырской низменности, разветвляясь на множество рукавов и мелких водотоков. В устье находятся несколько невысоких островов, которые в весеннее половодье заливаются водой. Питание реки снеговое и дождевое.
В пойме реки множество озёр. Вода в них затхлая, цвета слабо заваренного чая. Берега в основном пойменные и пологие, местами обрывистые. Кое-где вплотную к урезу воды подходят склоны возвышенностей, поросших стлаником. Невысокие берега покрыты травой, лиственным кустарником и редким лесом. Местами на илистых отмелях произрастает нордосмия.
На отдельных участках вдоль пологих берегов тянутся песчаные, песчано-галечные и каменистые пляжи.
В долине реки встречаются непромерзаемые талики. Глубина сезонного оттаивания грунта составляет 3-4 м. Заболоченность бассейна 20 %.

### Русло
От устья на протяжении 25 км река Великая течет одним рукавом. Выше она становится извилистой и разветвляется на множество рукавов и проток, некоторые из которых удаляются от реки на значительные расстояния, поэтому ширина русла вместе с протоками достигает 9 км. Основное русло сужается от устья по направлению к истоку и колеблется от 5,2 км до 75 м. От берегов реки отходят отмели, занимающие большую часть русла.
Донный грунт русла — ил, илистый песок и песок, местами глина, вязкий ил, галька и валуны, у возвышенных берегов встречается камень.

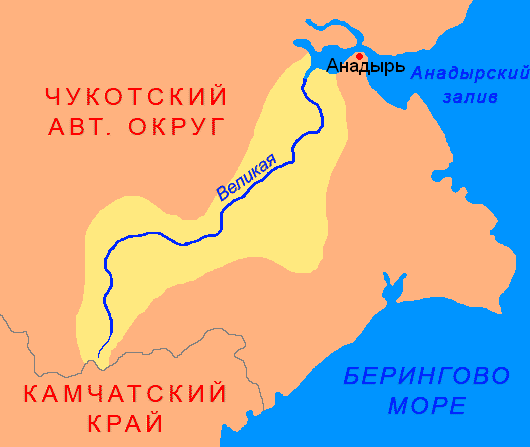

### Колебания уровня и приливы
В годовом ходе изменения уровня воды в реке Великая выделяется три периода: зимний, весенний и летне-осенний. Зимний период начинается в октябре и заканчивается в мае. В это время регистрируются наинизшие уровни воды. В конце мая начинается повышение уровня воды: в июне он резко поднимается до 4, иногда до 4,6 м; наибольшая интенсивность подъёма уровня 93 см/сут, спада — 50-60 см/сут. Средний уровень воды в июне — 2,6 м. В июле — сентябре наблюдается межень, прерываемая дождевыми паводками, во время которых уровень воды иногда повышается до 2 м. В низовьях на колебания уровня воды оказывают влияние приливы Берингова моря. Характер прилива полусуточный, колеблется от 0,6 до 1,1 м. В устье под воздействием морских приливов течение дважды в сутки меняет свою скорость и направление.

### Ледовый режим
Ледяные образования обычно появляются в конце первой декады октября, в ранние зимы в середине третьей декады сентября, а в поздние — в начале второй декады октября. Спустя 1—5 дней начинается ледостав, средняя продолжительность которого 5 дней, в отдельные зимы до 15 дней, но иногда лёд может стать и за одну морозную ночь. Средняя продолжительность ледостава 234 дня, а наибольшая — 252.
Весеннее разрушение льда начинается, как правило, в конце мая. В начале первой декады июня начинается ледоход, который продолжается 3, редко 9 дней. Во время ледохода в изгибах русла реки образуются множественные заторы.

## Притоки
Объекты перечислены по порядку от устья к истоку.
- 2 км: Завитая
- 4 км: Озерная
- 5 км: Проточная
- 10 км: ручьи Кедровая (в верховье ручей Кедровый)
- 17 км: Горная
- 25 км: река без названия
- 27 км: Первая Тополевая
- 31 км: река без названия
- 32 км: Осиновая
- 38 км: река без названия
- 41 км: протока Соболенкова
- 58 км: Малый Кыргопэльгын
- 63 км: Каргопыльгин
- 70 км: Малая Тундровая
- 77 км: водоток протока без названия
- 83 км: Эчинку
- 88 км: река без названия
- 103 км: Тэлекэй
- 120 км: река без названия
- 125 км: Подгорная
- 126 км: река без названия
- 127 км: Чирынай
- 129 км: водоток протока без названия
- 132 км: река без названия
- 142 км: водоток протока без названия
- 148 км: водоток протока без названия
- 154 км: водоток протока без названия
- 161 км: водоток протока без названия
- 164 км: Тамватвээм
- 180 км: река без названия
- 182 км: река без названия
- 190 км: река без названия
- 193 км: Белая
- 198 км: Унквили
- 211 км: река без названия
- 213 км: река без названия
- 217 км: река без названия
- 225 км: река без названия
- 225 км: Песчаная
- 232 км: Каменистая
- 244 км: Прозрачная
- 255 км: Моховая
- 261 км: река без названия
- 274 км: Кимхумвеем
- 276 км: река без названия
- 279 км: Таляйгин
- 281 км: река без названия
- 289 км: река без названия
- 297 км: река без названия
- 297 км: Длинная
- 301 км: Завитая
- 308 км: Койвэрэлан
- 314 км: Элекай
- 320 км: Таляутхыпельхын
- 322 км: река без названия
- 327 км: река без названия
- 328 км: Инквулинвеем
- 333 км: Майналяугытгыпэльгын
- 334 км: река без названия
- 337 км: река без названия
- 338 км: Инопинкувеем
- 345 км: Элевеем
- 354 км: Аляугытгыпэльгын
- 354 км: река без названия
- 354 км: река без названия
- 358 км: река без названия
- 367 км: Ватапваам
- 373 км: Олений
- 374 км: Малая Озерная
- 378 км: река без названия
- 396 км: река без названия
- 397 км: Алокаиргын
- 405 км: Натарасгойгываам
- 414 км: река без названия
- 415 км: река без названия
- 417 км: река без названия
- 419 км: река без названия
- 425 км: река без названия
- 429 км: река без названия
- 436 км: река без названия
- 440 км: Вуралеваам
- 440 км: Иумываам
- 451 км: Куимвеем
- 451 км: Кыльвыгейваам